# Досадино
Доса́дино — деревня в Вадском муниципальном округе Нижегородской области  России. Входит в состав Лопатинского сельсовета.

## География
Деревня находится на юге центральной части Нижегородской области, в зоне хвойно-широколиственных лесов, на левом берегу реки Пьяны, на правом берегу реки Вадок.

### Климат
Климат характеризуется как умеренно континентальный, с тёплым летом и холодной продолжительной зимой. Среднегодовая температура — 3,2 °C. Средняя температура воздуха самого тёплого месяца (июля) — 18,8 °C (абсолютный максимум — 37 °C); самого холодного (января) — −12,4 °C (абсолютный минимум — −43 °C). Безморозный период длится 133 дня. Среднегодовое количество атмосферных осадков составляет 430 мм, из которых 326 мм выпадает в период с апреля по октябрь. Устойчивый снежный покров устанавливается в конце октября — начале ноября и держится около 140 дней.

## Население
| 1999 | 2002 | 2010 |
| ---- | ---- | ---- |
| 17   | ↘13  | ↘10  |

## Инфраструктура
Личное подсобное хозяйство с зоной сельскохозяйственного использования, индивидуальная застройка усадебного типа.

## Достопримечательности
Памятник погибшим в Великой Отечественной войне, находится в центре деревни.

## Транспорт
Деревня доступна автомобильным  и железнодорожным транспортом. 
Станция Вадок находится в пешей доступности в посёлке Вадок. 